# Ophropyx hispida
Ophropyx hispida är en skalbaggsart som beskrevs av Blackburn 1898. Ophropyx hispida ingår i släktet Ophropyx och familjen Melolonthidae. Inga underarter finns listade i Catalogue of Life.